# 기저핵

basal ganglia 바닥핵(기저핵) 및 관련구조물(related structures): caudate nucleus꼬리핵(미상핵),globus pallidus창백핵(담창구),putamen조가비핵(피각),thalamus시상,subthalamic nucleus시상밑핵,amygdala 편도핵,substantia nigra흑(색)질, ventral tegmental area(nucleus) 배쪽뒤판핵,ventral pallidum 배쪽창백핵(배쪽담창구), olfactory tubercle후결절,nucleus accumbens중격핵

바닥핵(basal ganglia) 또는 기저핵 또는 대뇌기저핵은 척추동물 전뇌(forebrain)의 기저에 위치해 있으며 다양한 곳으로부터 기원한 여러 대뇌피질 핵(nuclei)으로 이루어져있다. 기저핵은 대뇌피질(cerebral cortex), 시상(thalamus), 뇌간(brainstem), 그리고 다른 여러 뇌 부위들과 강하게 상호연결되어 있다. 기저핵은 수의운동의 조절, 절차상학습, 이갈기와 같은 습관, 눈의 움직임, 인식, 감정을 포함한 많은 기능들과 관련있다.

## 구조
보다 확장된 영역에서 일부 해부학자들은 위에서 아래로 그들의 위치에 따라 기저핵을 4개의 구별되는 구조로 나누었다. 이 중 선조체(striatum)와 창백핵(pallidum)은 편도체보다 상대적으로 크다.

### 줄무늬체 (선조체, corpus striatum)
선조체는 기저핵에서 가장 큰 본체이다. 조가비핵(putamen) , 미상핵(caudate) , 편도체(amygdala)로 이루어져있으며 한편 조가비핵(외측핵)과 창백핵(내측핵)은 함께 렌즈핵(lenticular nuleus)으로 다루어진다. 보통 기저핵으로 선조체를 가리키는 경우도 있다.  "선조체(Corpus Striatum)"라는 용어는 이 곳을 가로지르는 신경섬유들의 크고 작은 수많은 다발들(백질)로 인해 특정 방향으로 잘렸을 때 줄무늬가 보이는 것에서 기인한다. 선조체 내의 구조는 엄청나게 복잡하다. 이곳의 신경세포 중 96% 정도는 중간크기 가시뉴런(Medium spiny neurons)이고 이들은 GABA성 세포들(즉, 그들의 타겟을 저해함)이며 세포체는 작고 수지상 조직(Dendrite)은 수상돌기(Dendritic spine)로 빽빽하게 덮혀있으며 주로 시상과 피질로부터 신호를 받는다. 그 다음으로 많은, 2% 정도를 차지하는 세포타입은 매끈한 수지상 조직을 가진 콜린성 중간뉴런(interneuron)들이다. 그리고 여러 다른 종류의 중간뉴런들이 나머지를 차지하고 있다.

### 창백핵 (pallidum)
창백핵 (pallidum)은 담창구(Globus pallidus)라고 하는 큰 구조와 이보다 작은, 배쪽으로 뻗어있는 곳인 배쪽창백핵(Ventral pallidum)으로 이루어져있다.

## 관련 부위

### 흑질
흑질 또는 흑색질(Substantia nigra)은 중뇌 복측피개야(ventral tegmental area)에 위치하며 회백질부분으로 SNr(Substantia nigra reticulata)과 SNc(Substantia nigra compacta)로 나뉜다.

### 시상하핵
시상하핵(Subthalamic nucleus,STN)은 기저핵의 간뇌 회백질 부분이며, 신경절 중 유일하게 흥분성 신경전달물질인 글루타메이트를 분비하는 부분이다.

## 기능과 관련 질병
파킨슨병(Parkinson's disease)과 헌팅턴병(Huntington's disease)이라는 두 개의 신경장애에 대한 연구가 기저핵의 기능을 이해하는데 많은 도움이 되어왔다. 두 신경장애 모두에 대해 신경손상의 특성이 잘 알려져있고 이는 그로 인한 증상들과 함께 연관지어질 수 있다. 파킨슨병은 흑질에서 도파민성 세포들의 많은 손실을, 헌팅턴병은 선조체에서 중간크기가시뉴런의 많은 손실을 포함한다. 이 두 질명의 증상은 사실상 정반대이다. 파킨슨병의 특징은 움직임을 개시하는 능력의 점진적인 손실인 반면에 헌팅턴병의 특징은 몸의 부분들이 비자발적으로 움직이는걸 막지 못하는 것이다. 두 병 모두 특히 이 들 질병의 후기 단계들에서 인식과 관련된 증상들이 있지만, 가장 두드러지는 증상들은 움직임을 개시하고 조절하는 능력과 관계가 있다. 따라서, 이 두 질병은 주로 운동장애로 분류된다. 다른 운동장애인 편무도병(Hemiballismus)은 시상하핵에 국한된 손상으로 인한 것으로 보인다. 편무도병의 특징은 팔과 다리가 격렬하고 통제가 불가능하게 내동댕이 쳐지는 움직임이다.

## 같이 보기
- 중추신경계
- 기댐핵
- 앞뇌기저핵
- 영장류 바닥핵

## 참고 문헌
- (NCBI,Genetic Susceptibility and Neurotransmitters in Tourette Syndrome; Peristera Paschou, Thomas V. Fernandez, Frank Sharp, Gary A. Heiman, and Pieter J. Hoekstra, - Int Rev Neurobiol. 2013; 112: 155–177. doi: 10.1016/B978-0-12-411546-0.00006-8)https://www.ncbi.nlm.nih.gov/pmc/articles/PMC4471172/
- (Molecular mechanisms of drug addiction in the mesolimbic dopamine pathway,Eruc J.Nestler DOI https://doi.org/10.1016/S1044-5765(05)80045-4 ) https://www.sciencedirect.com/science/article/abs/pii/S1044576505800454